# Feif
Feif eller Feiff var en svensk släkt av skotskt ursprung, varav en gren adlades och upphöjdes till friherrlig rang.
Stamfader för ätten är en Alexander Feif som förde ett vapen med ett rött lejon som håller en ros i vardera framtassen, och som kom från Montrose i Skottland. Han ska enligt bördsbrev ha haft tre söner i Sverige: Jacob Feif, David Feif och Donat Feif. David Feifs gren var verksamma som guldsmeder i Stockholm och bruksherrar, till vilken gren riksdagsmannen för borgarståndet, Jacob Davidsson Feiff (1679-1736), hörde. Donat Feifs gren var likaså guldsmeder i Stockholm, till vilken gren Donat Feiff d. y. hörde, vilken är stamfader för ätterna  Adlerstolpe och Ehrensparre.

## Adliga ätten nr 1405
Jacob Feif, slutligen, var en framträdande affärsman i Stockholm, bland annat som stadens bryggarålderman och riksdagsman för borgarståndet. Hans första hustru, Catharina Olofsdotter, var dotter till Stockholms borgmästare Olof Andersson, släkt med ärkebiskop Petrus Kenicius och Bureättling, samt släkt med ätterna Törnflycht, von Törne, Törne, Törnebladh och Törnstierna. I detta äktenskap föddes kramhandlaren i Stockholm Peter Feif, som var gift med Maria Hoff, en dotter till Casten Hoff som gett namn till Kastenhof, och Catharina Becker.
En syster till honom var gift med Hans Helleday, och var mor till Katarina Helleday som var gift med Sven Bröms.
Tre söner till Peter Feif adlades med namnet Feif år 1705 och introducerades två år senare på nummer 1405. Den äldste av bröderna, Casten Feif, upphöjdes sedermera till friherre (se nedan). Den yngste, kaptenen Johan Feif, avled ogift i Stockholm. Den adliga ätten nr 1405 fortlevde sålunda med den mellersta sonen, amiralen och amiralitetsrådet Peter Feif, gift med Anna Lagerbielke född i adelsätten Lagerbielke. Den adliga ätten slocknade på svärdssidan med en sonsons son till dessa, kaptenen Carl Philip Feif 1856.

### Friherrliga ätten 129
Casten Feif blev efter en karriär i politiken, upphöjd till friherre 1715 och introducerades år 1719 på nummer 129. Med sin hustru Anna Christina Barckhusen fick han sex barn. Dottern Anna Christina var gift med Samuel Åkerhielm d.y. och är stammoder till den friherrliga ätten Åkerhielm af Margrethelund. En syster till henne var gift med Erik Odelström. Tre bröder till dessa dog späda, och den ende sonen som överlevde barnaåren, kammarherren Gustaf Feif, avled före fadern. Casten Feif slöt därför ätten själv på svärdssidan när han avled 1739.